# Tachinidae
Tachinidés, Tachinaires
Famille
Les Tachinidae, nommées Tachinidés et Tachinaires en français, sont une grande famille de mouches regroupant plus de 10 000 espèces.
Les adultes, de tailles très variables (1 à 17 mm), sont généralement pourvus de couleurs sombres et ternes. Cependant, certaines espèces ont des motifs de couleurs vives et éclatantes. Les Tachinidae se distinguent des Calliphoridae par le postscutellum proéminent qui fait saillie sous le scutellum,
Les adultes sont floricoles, ils se nourrissent de pollen et de nectar. Les larves sont des parasites d'insectes et d'autres arthropodes. Elles sont déjà assez largement employées en lutte biologique. Plus de 200 espèces ont été utilisées souvent avec succès. Ces insectes semblent importants pour réguler les pullulations d’autres insectes et particulièrement les chenilles.
Plus de 500 espèces différentes et assez difficiles à déterminer se rencontrent en France.

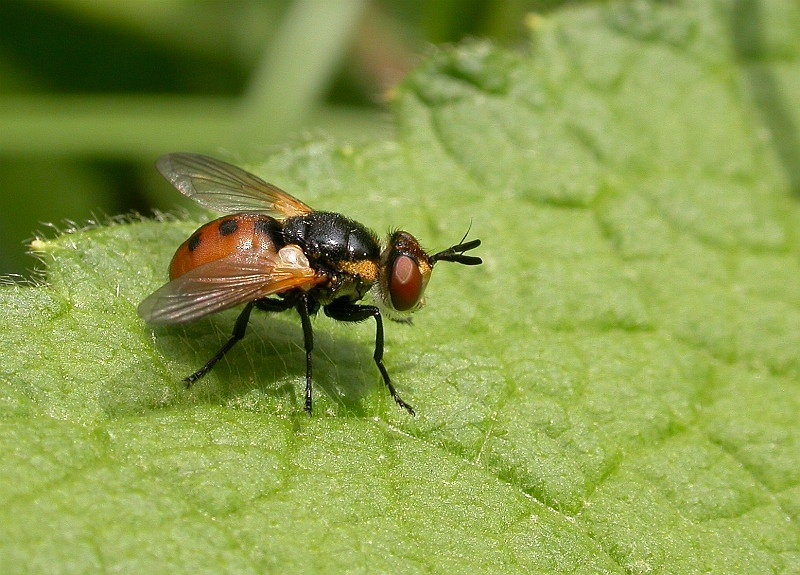
Gymnosoma rotundatum.

## Nomenclature
Le terme « Tachinidae » est forgé à partir du nom du genre type Tachina qui provient du grec ancien ταχυς, takhús (« rapide ») en raison du vol de ces mouches. Les premiers éléments de l'histoire de cette famille remontent à l'entomologiste allemand Johann Wilhelm Meigen qui a décrit le genre Tachina au début du XIXe siècle.
En français, sont employés les noms vulgarisés et normalisés « Tachinidés » ou « Tachinides » et « Tachinaires ». Leur genre grammatical ne fait pas consensus et le « chi » se prononce « ki » comme dans « tachycardie » et « chorégraphie ». Que ce soit pour la famille, les genres ou les espèces, il ne semble pas exister de noms vernaculaires en français, les allemands nomment la famille « Raupenfliegen », littéralement « les mouches des chenilles », en raison de l'appétence pour les chenilles de lépidoptères chez de nombreuses espèces.

## Description
Les Tachinidae sont des Diptères Brachycères car ils ont des antennes courtes ne dépassant pas dix articles. Ce sont des Cyclorrhapha car, lors de son émergence, l'adulte découpe une opercule circulaire pour s’extraire de sa pupe. De plus, l'antenne est composée de trois articles dont le dernier est pourvu d’une soie appelée arista. D'autres Brachycères, les Orthorrhapha, sortent de leur pupe par une fente.
Cette famille appartient à la sous section des Calyptratae car ses espèces présentent un bulbe sous l’insertion de l’aile, une antenne dont le deuxième article est fendu dans la longueur ainsi qu'un thorax à la suture transverse. Parfois elles montrent également une vibrisse à la base de la face et un deuxième cuilleron nettement visible et situé plus bas que le premier.
La super-famille des Oestroidea est caractérisée par une série de soies placée sur le flanc du thorax au niveau des pleures, sous le spiracle postérieur et nommées « soies hypopleurales ». Dans ce groupe, les petites familles des Hypodermatidae et des Oestridae se différencient par leurs pièces buccales atrophiées.
Restent quatre familles au nombre d'espèces conséquent : les Calliphoridae, les Sarcophagidae, les Rhinophoridae et les Tachinidae. Cette dernière se différencie par la présence d'un subscutellum fortement bombé séparé du scutellum par une membrane plus étroite que le subscutellum. Absent chez les Calliphoridae et étroit et plat chez les Sarcophagidae, il présente une morphologie comparable chez les Rhinophoridae, mais alors, le deuxième cuilleron y est toujours petit et ovoïde. De plus, les Calliphoridae sont souvent ornées de reflets métalliques verts ou bleutés, ce qui est rarement le cas chez les Tachinidae.

Caractéristiques morphologiques des Tachinidae
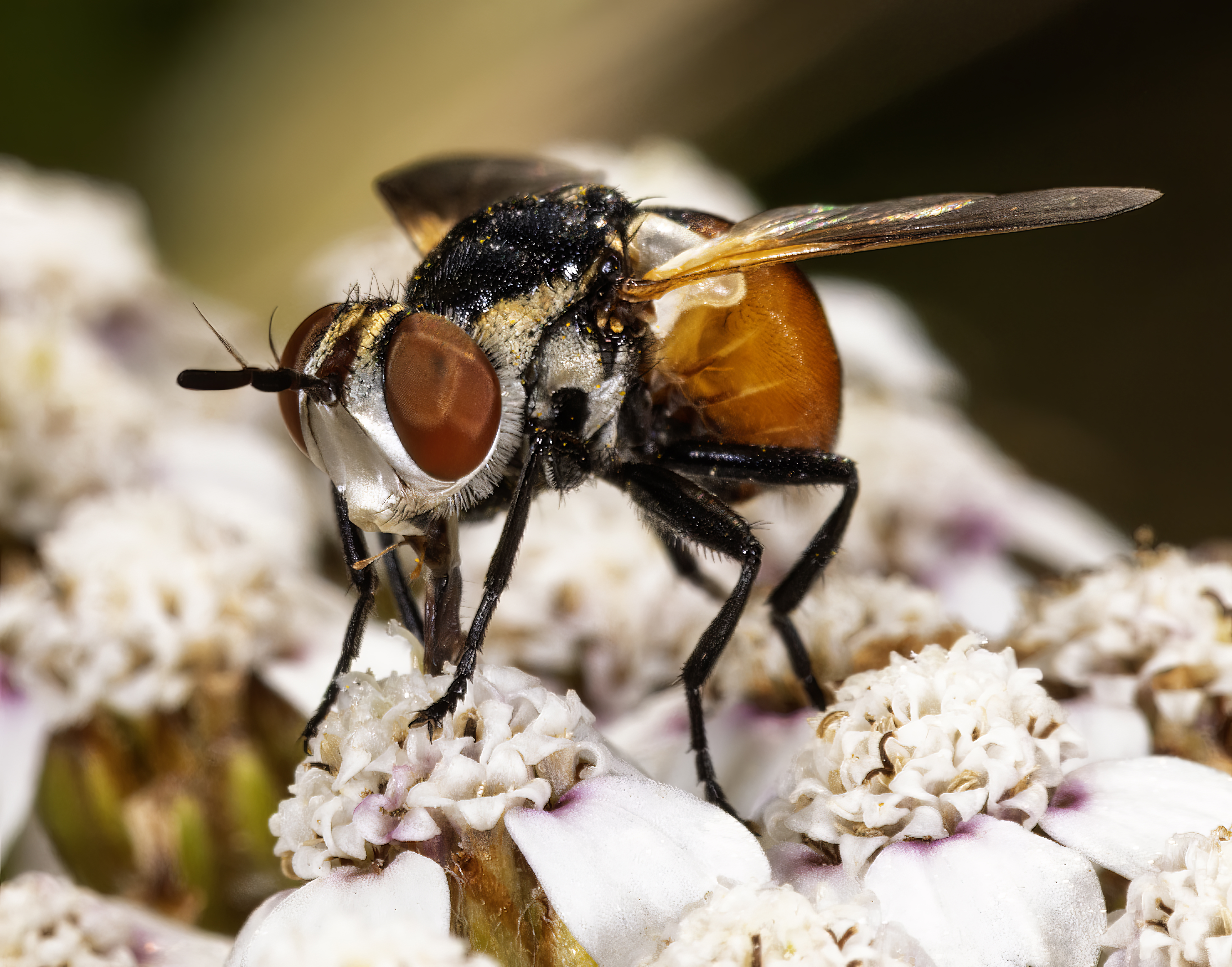
Antennes courte munie d'une arista et poils (vibrisses) se croisant au dessus des pièces bucales.
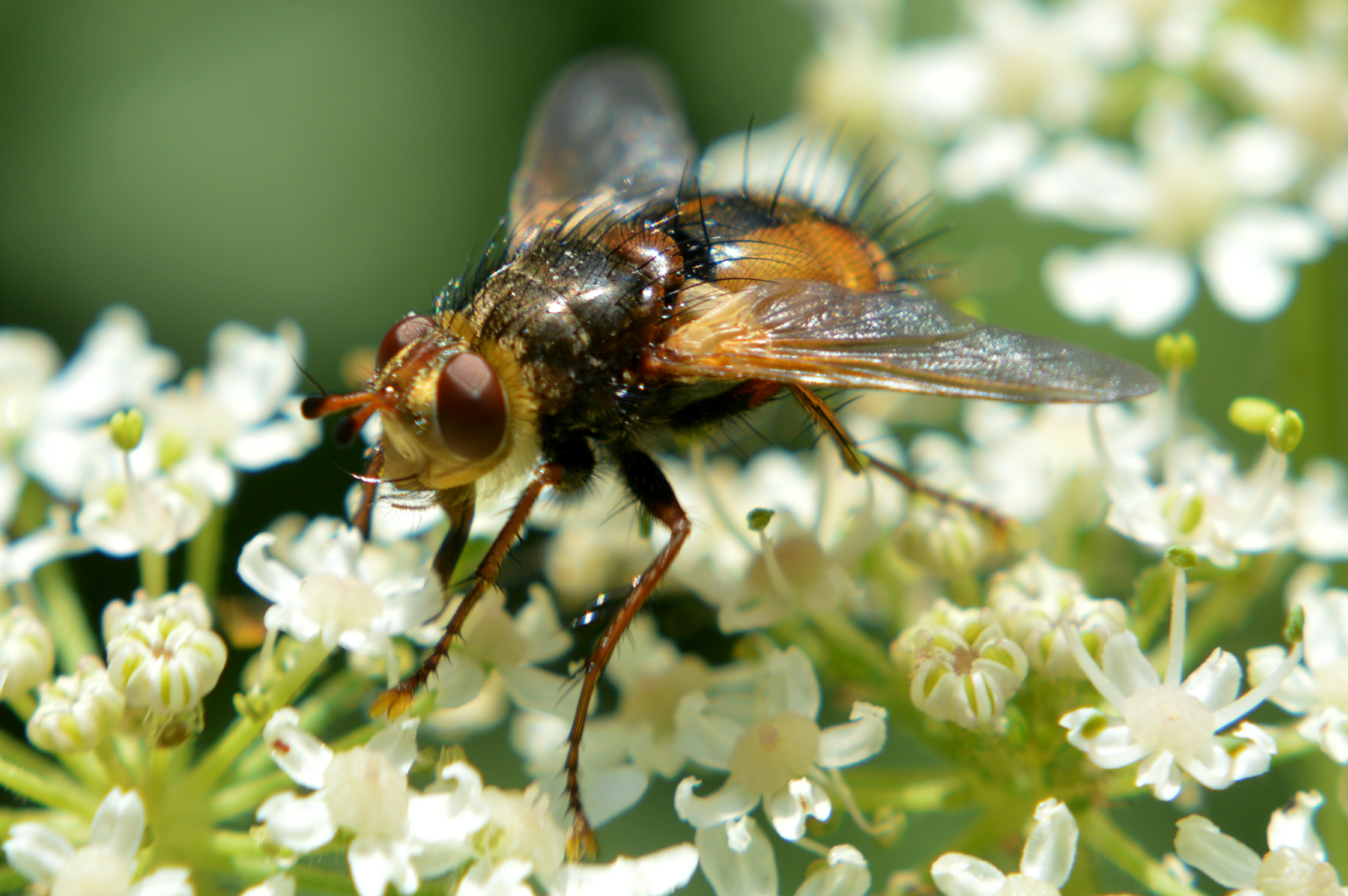
Suture scindant le thorax en deux.
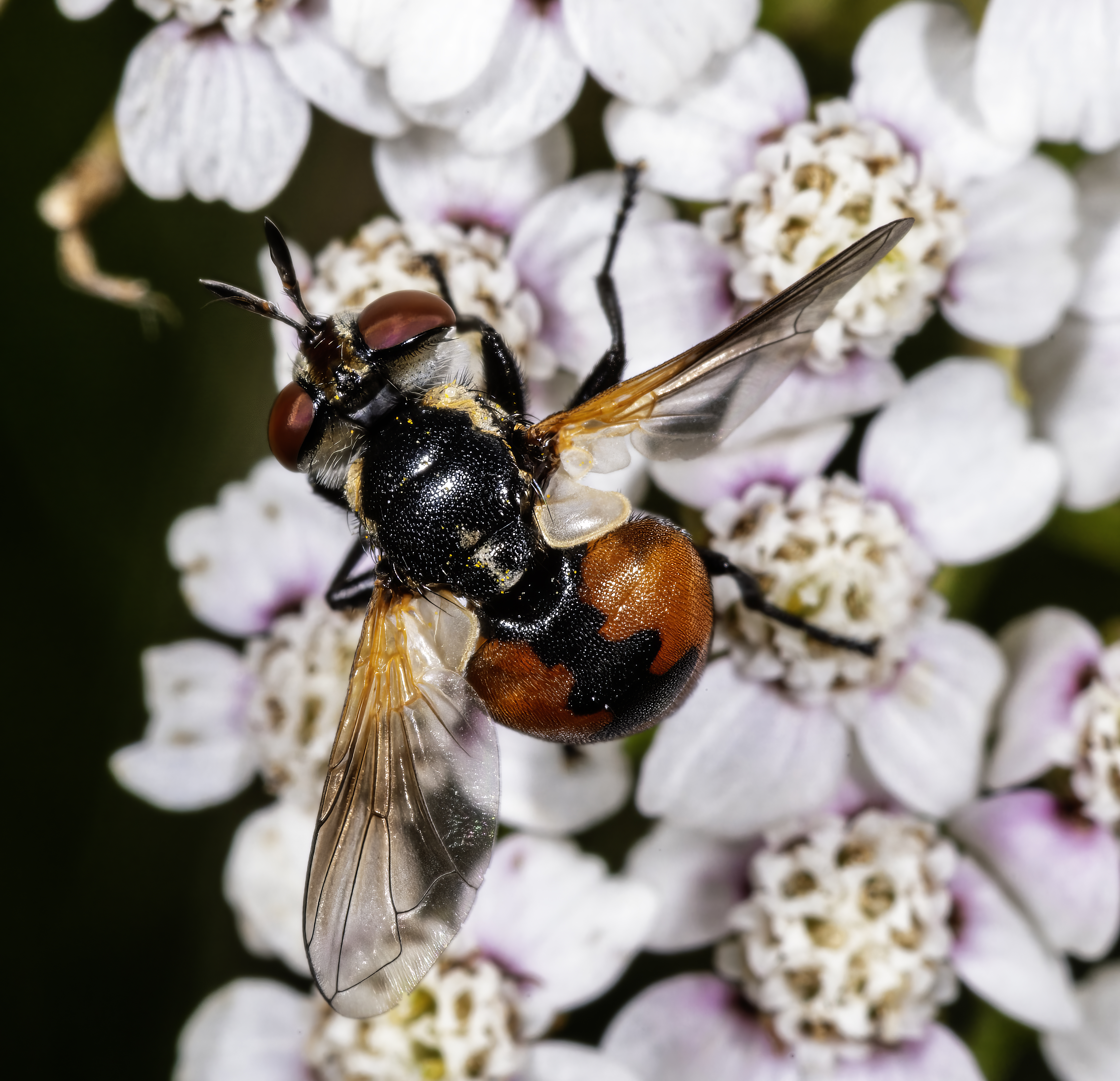
Deux Cueillerons blancs translucides bien développés à la base de l'aile.
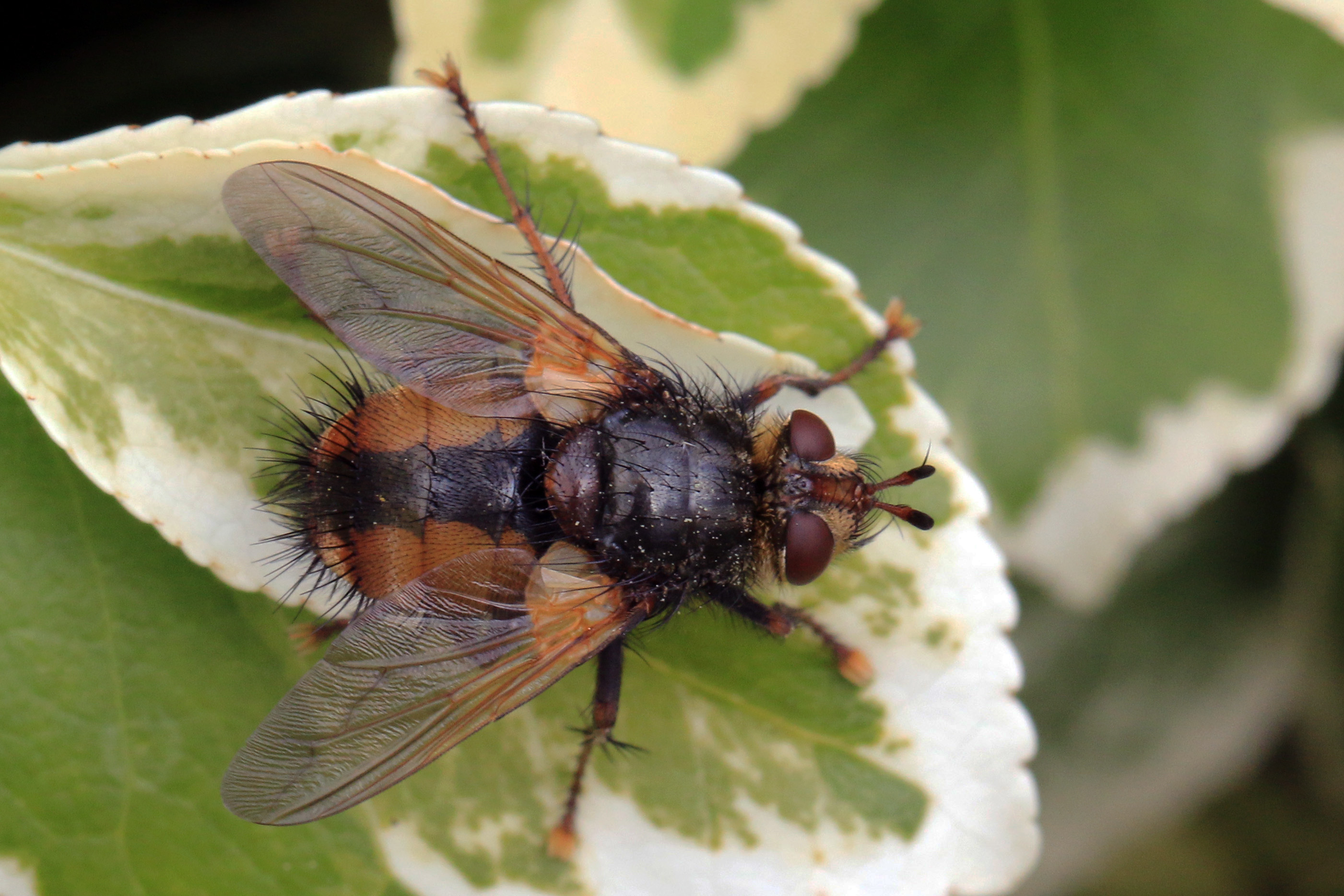
Subscutellum bombé et ambré visible entre le thorax et l'abdomen.
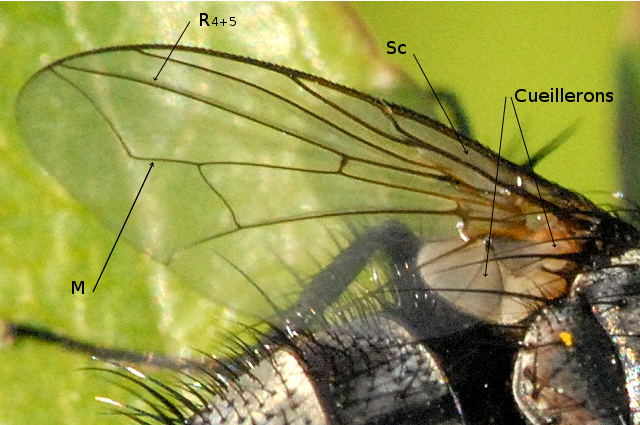
Aile légendée.

### Critères de détermination spécifiques

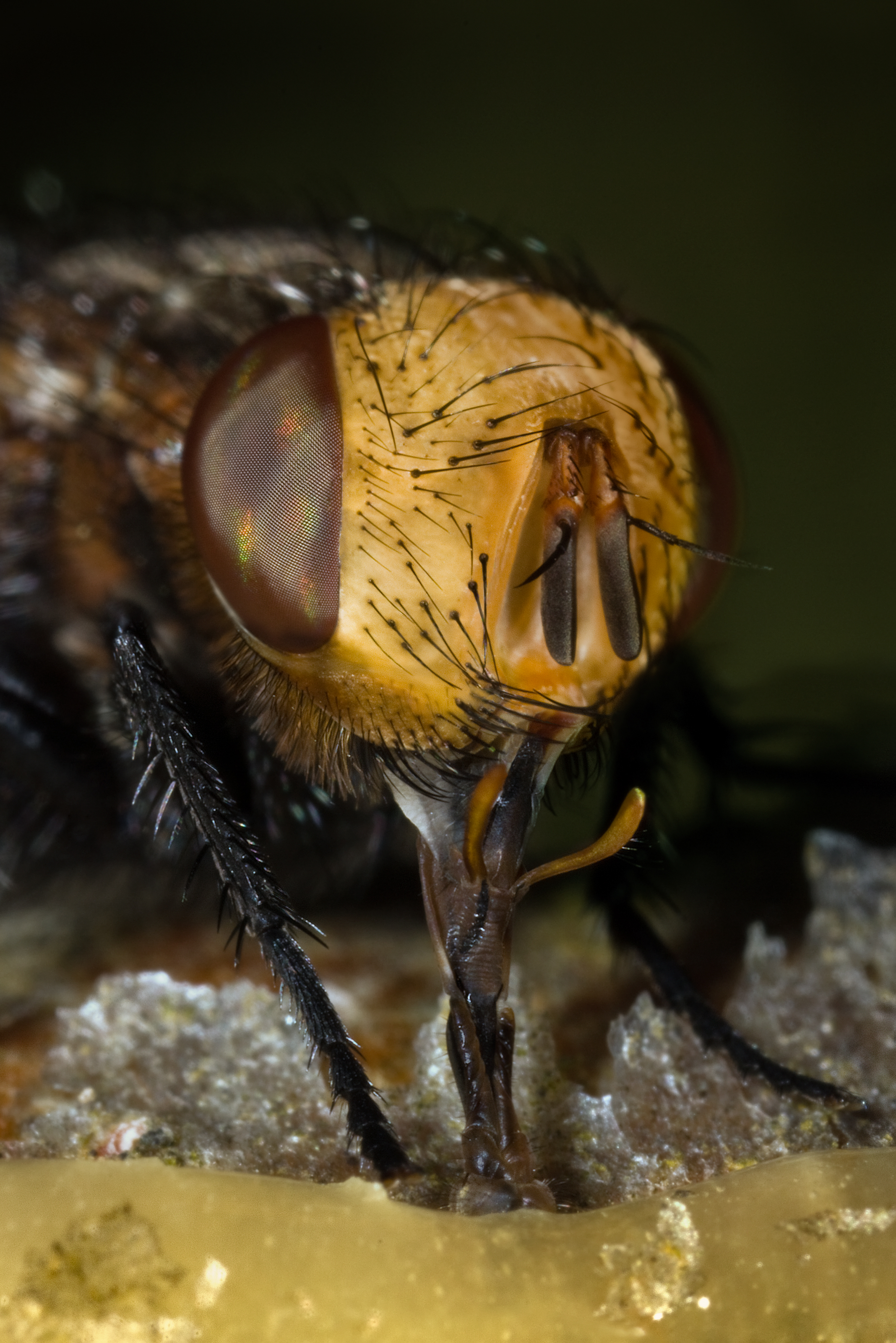
Gonia capitata montrant ses palpes maxillaires.

Les Tachinidae sont des espèces de mouches de 2 à 20 mm, majoritairement gris ardoisé à noires, parfois ornées de taches jaunes ou rouges sur le dessus de l'abdomen, plus rarement avec des reflets métalliques verts ou cuivrés. Le corps est la plupart du temps recouvert de soies souples plus ou moins grandes nommées « chètes » dont l'emplacement est précis et permet la détermination des genres et espèces, par exemple leur alignement sur le dos du thorax. Certaines espèces sont glabres ou recouvertes d'une fine pubescence. L'antenne est composée de trois articles dont le dernier porte une soie nommée arista. Celle-ci peut-être glabre, velue ou plus rarement plumeuse comme celle des Calliphoridae. La longueur relative de chacun de ses articles est également importante pour l’identification spécifique. L’aile comporte à sa base des cuillerons toujours bien développés. La nervation de l'aile est cruciale lors de la détermination du spécimen. La nervure M1 est généralement brusquement coudée et atteint parfois le bord de l’aile en formant un pétiole avec la nervure R4+5. Certaines nervures sont parfois surmontées de microchètes, différemment selon l'espèce. Les pattes, parfois modifiées chez les mâles, ont souvent un système organisé de soies dont la position, dorsale ou ventrale, antérieure ou postérieure, est très importante pour séparer les espèces. En général les yeux sont écartés chez les femelles et plus ou moins rapprochés ou cohérents chez les mâles.

## Diversité
En 2008, le nombre d'espèces de Tachinidae décrites au niveau mondial était d'environ 10 000 :
| Région biogéographique | Genres | Espèces décrites |
| ---------------------- | ------ | ---------------- |
| Néotropical            | 823    | 2864             |
| Néarctique             | 304    | 1345             |
| Paléarctique           | 405    | >1600            |
| Afrotropical           | 213    | 1006             |
| Oriental               | 261    | 725              |
| Australasien           | 228    | 808              |
| Monde                  | 1521   | environ 10 000   |

### Liste des sous-familles
Selon ITIS (23 mai 2025), les sous-familles existantes sont les suivantes, classées de la plus grande à la plus petite (en nombre d'espèces) :
- Exoristinae (3687)
- Tachininae  (2746)
- Dexiinae  (1495)
- Phasiinae (623)

Par ailleurs 41 espèces n'étaient classées dans aucune des sous-familles, et il est intéressant de noter que la plus grande diversité morphologique se trouve dans les Phasiinae et les Tachininae, et que la sous-famille avec le plus grand nombre de tribus est celle des Tachininae avec 24.

## Taxonomie
Tout comme celle de l'ensemble des Diptères, la taxonomie des Tachinidae est complexe. Le nom Tachinidae a été valablement proposé pour la première fois par Robineau-Desvoidy en 1830, mais sous la forme « Tachinariae ». Robineau-Desvoidy, 1830 a donc priorité malgré la correction de nom, et cela s'applique à Tachinidae (pour la famille) et à Tachininae (pour la sous-famille), conformément aux règles du CIZN sur la formation des noms de groupes (article 36.1).
Le nom valide complet (avec auteur) de ce taxon est donc Tachinidae Robineau-Desvoidy, 1830.
Il peut y avoir confusion entre ce nom de famille et son homonyme utilisé par Fleming en 1921 pour décrire une famille de Coléoptères. Ce dernier unsage a été invalidé par l'ICZN en 1993 (opinion 1743) qui a corrigé l'orthographe de Tachinidae Fleming, 1821 (Insecta, Coleoptera) en Tachinusidae pour éviter l'homonymie avec Tachinidae Robineau-Desvoidy, 1830 (Insecta, Diptera).

## Utilisation en lutte biologique
Les Tachinidae sont tous des parasitoïdes se reproduisant aux dépens d’autres arthropodes. Les larves sont des endoparasites des chenilles et d’autres insectes. Après l’éclosion, la ou les larves consomment l’hôte en terminant par les organes vitaux. Pour la plupart, les larves de ces mouches s’attaquent à des insectes phytophages donc potentiellement aux ravageurs des cultures. Ainsi, chenilles de lépidoptères (piérides, tordeuses, noctuelles), de coléoptères (charançons, doryphores), d’hyménoptères (tenthrèdes), de lépidoptères (pyrales), ou des larves de hannetons constituent leurs hôtes. Ces mouches représentent donc de précieux auxiliaires pour les jardiniers,.
Suivant les espèces, les femelles pondent leurs œufs sur le feuillage, d’autres sur ou dans l’hôte qui servira au développement des larves. Ainsi, dans certains cas, les œufs donnent des larves qui doivent chercher tout de suite des hôtes. Au terme de leur développement, les larves se nymphosent généralement dans la dépouille de l’hôte mais quelquefois dans le sol. Plusieurs générations se succèdent par an selon les espèces. La durée de leur cycle varie considérablement en fonction de la température et des espèces. Les états larvaires et nymphaux durent de 1 à 3 semaines et l’état adulte entre 1 à 2 mois. Par exemple Cylindromyia bicolor, qui parasite les punaises est active de juillet à octobre.

### Clefs de détermination
- (en) F. I. van Emden, « Diptera Cyclorrhapha Calyptrata (1) Section (a). Tachinidae & Calliphoridae. », Handbooks for the Identification of British insects, Royal Entomological Society of London, 1954, Volume 10 Part 4a i.,(lire en ligne)
- (en) Robert Belshaw, « Tachinid Flies (Diptera Tachinidae) », Handbooks for the identification of British Insects, Royal Entomological Society of London, 1993, Volume 10 Part 4a i., 169pp  (ISBN 9780901546814).
- (de) Hans-Peter Tschorsnig und Benno Herting, Die Raupenfliegen (Diptera : Tachinidae) Mitteleuropas: Bestimmungstabellen und Angaben zur verbreitung und Okologie der einzelnen Arten. Stuttgarter Beiträge zur Naturkunde, 1994.
- (en) Hans-Peter Tschorsnig and Benno Herting, « The Tachinids (Diptera: Tachinidae) of Central Europe: Identification Keys for the Species and Data on Distribution and Ecology. » State Museum of Natural Science, Stuttgart. (lire en ligne)